# Emilianów (województwo wielkopolskie)
Emilianów – wieś w Polsce, położona w województwie wielkopolskim, w powiecie kaliskim, w gminie Koźminek.
| SIMC     | Nazwa           | Rodzaj    |
| -------- | --------------- | --------- |
| 0999334  | Emilianów-Kiwer | część wsi |
| (0201052 | Pośrednik       | część wsi |
| 0201069  | Zosina          | część wsi |

W latach 1975–1998 wieś administracyjnie należała do województwa kaliskiego.
Na terenie Emilianowa znajduje się Sala Królestwa miejscowego zboru Świadków Jehowy